# 华扁穗草
华扁穗草（学名：Blysmus sinocompressus），为莎草科扁穗草属下的一个植物变种。